# Samochód pancerny (VIP)

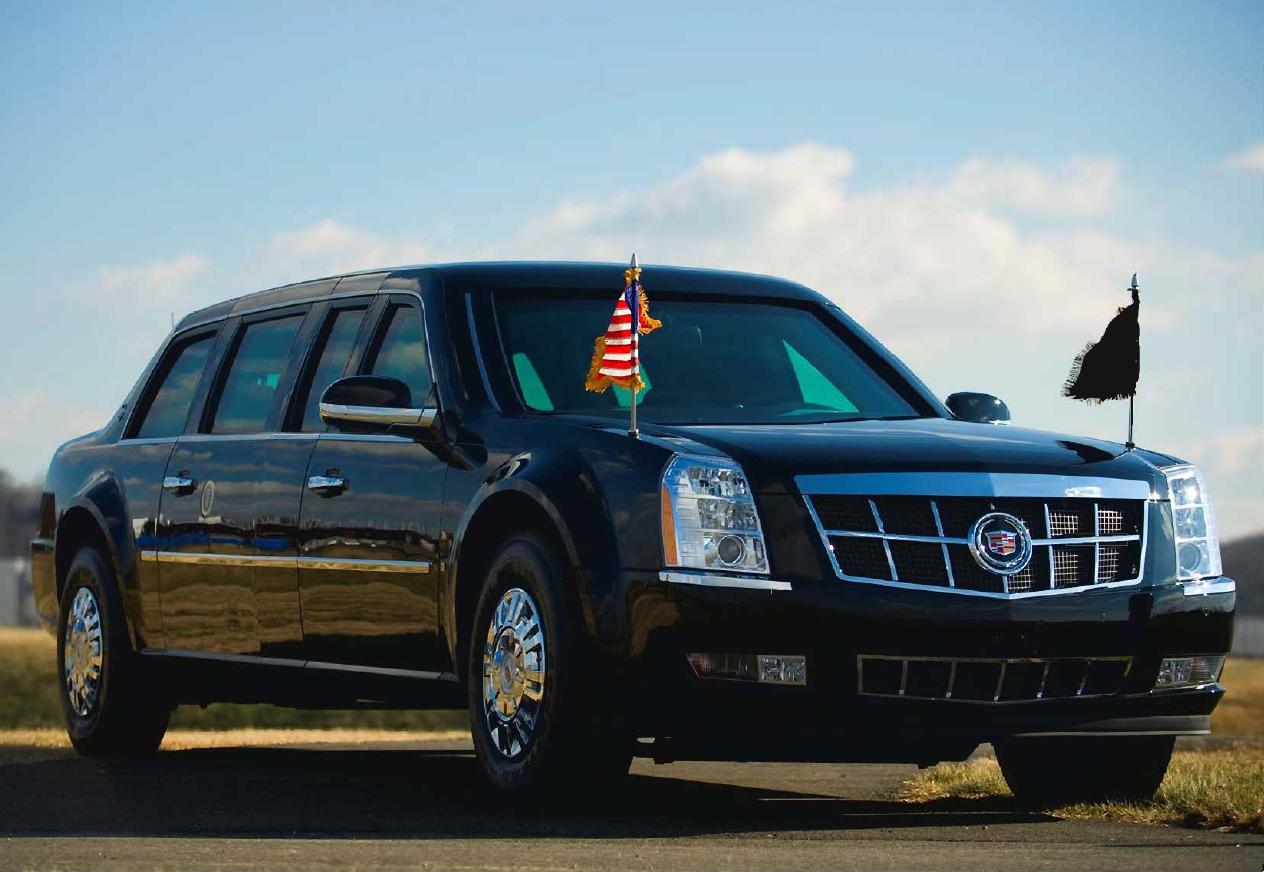
Cadillac One prezydenta Stanów Zjednoczonych.

Samochód pancerny VIP-a − cywilny pojazd opancerzony, przeznaczony do transportu ważnych osobistości, np. prezydenta, monarchy czy premiera, będący najczęściej limuzyną bądź SUV-em. Samochody opancerzone tego typu mają najczęściej karoserię pokrytą lekkimi płytkami pancernymi (EN 1063) i wbudowane szyby ze szkła pancernego. 
Oprócz standardowego lekkiego pancerza EN 1063, w niektórych pojazdach stosowane są także: aramidy (np. twaron), HMPE (np. Dyneema), materiały kompozytowe bądź stal nierdzewna. Samochody posiadające dodatkowe komponenty (j.w.) mają często większą masę, przez co wbudowywane są mocniejsze silniki, hamulce i amortyzatory. Dodatkowo posiadają automatyczne gaśnice w przypadku zapalenia się pojazdu oraz specjalne opony umożliwiające jazdę mimo utraty powietrza (tzw. run-flat tyres).

## Galeria

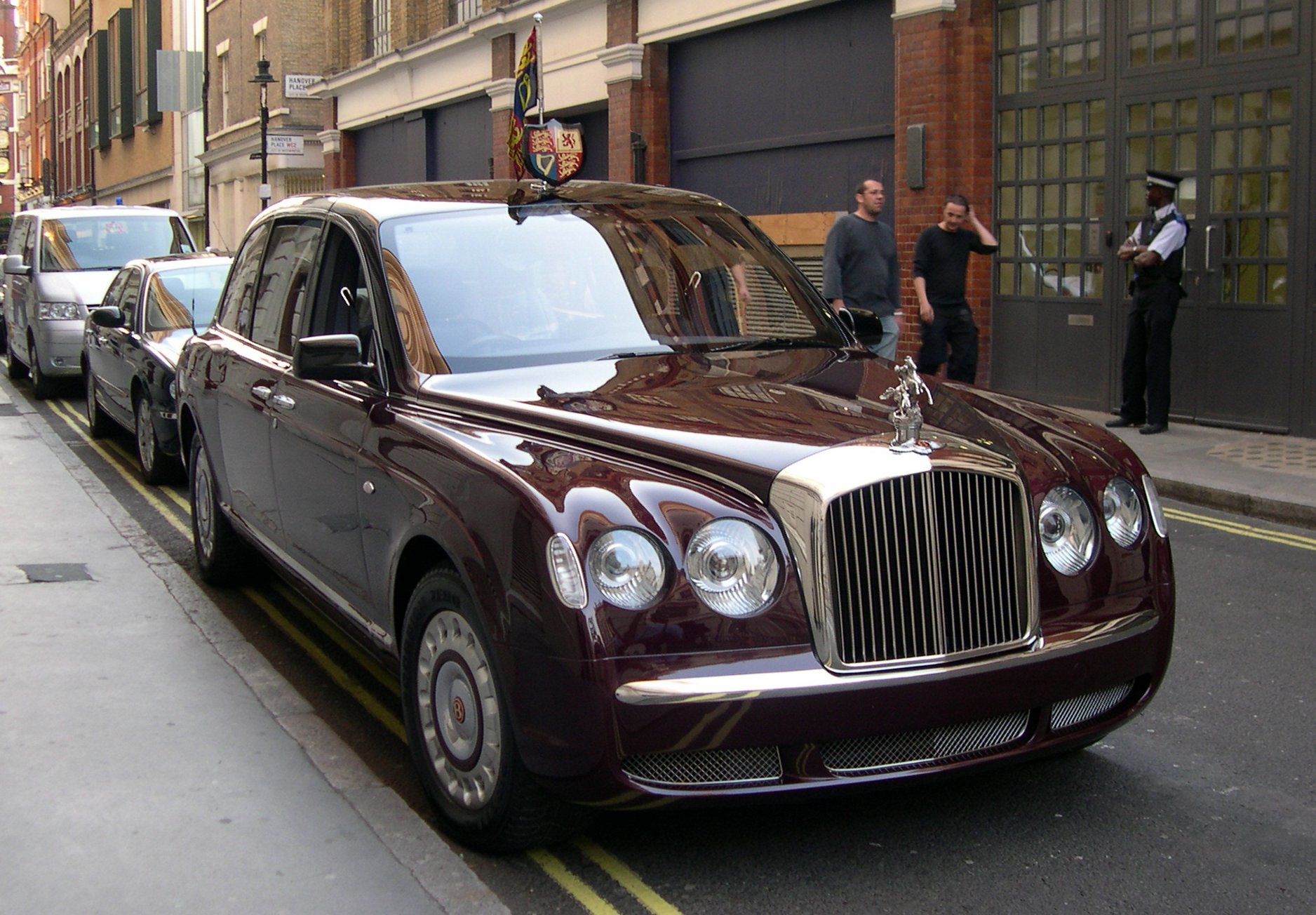
Bentley State Limousine królowej Elżbiety II.
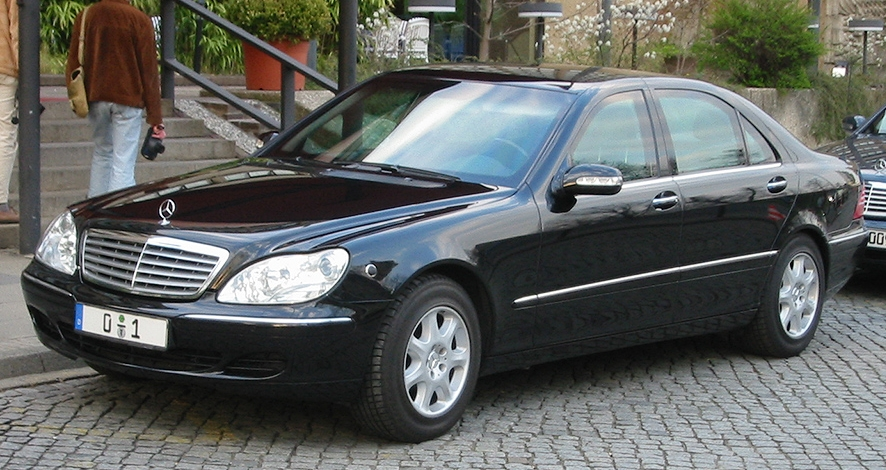
Mercedes-Benz W220 prezydenta Niemiec.
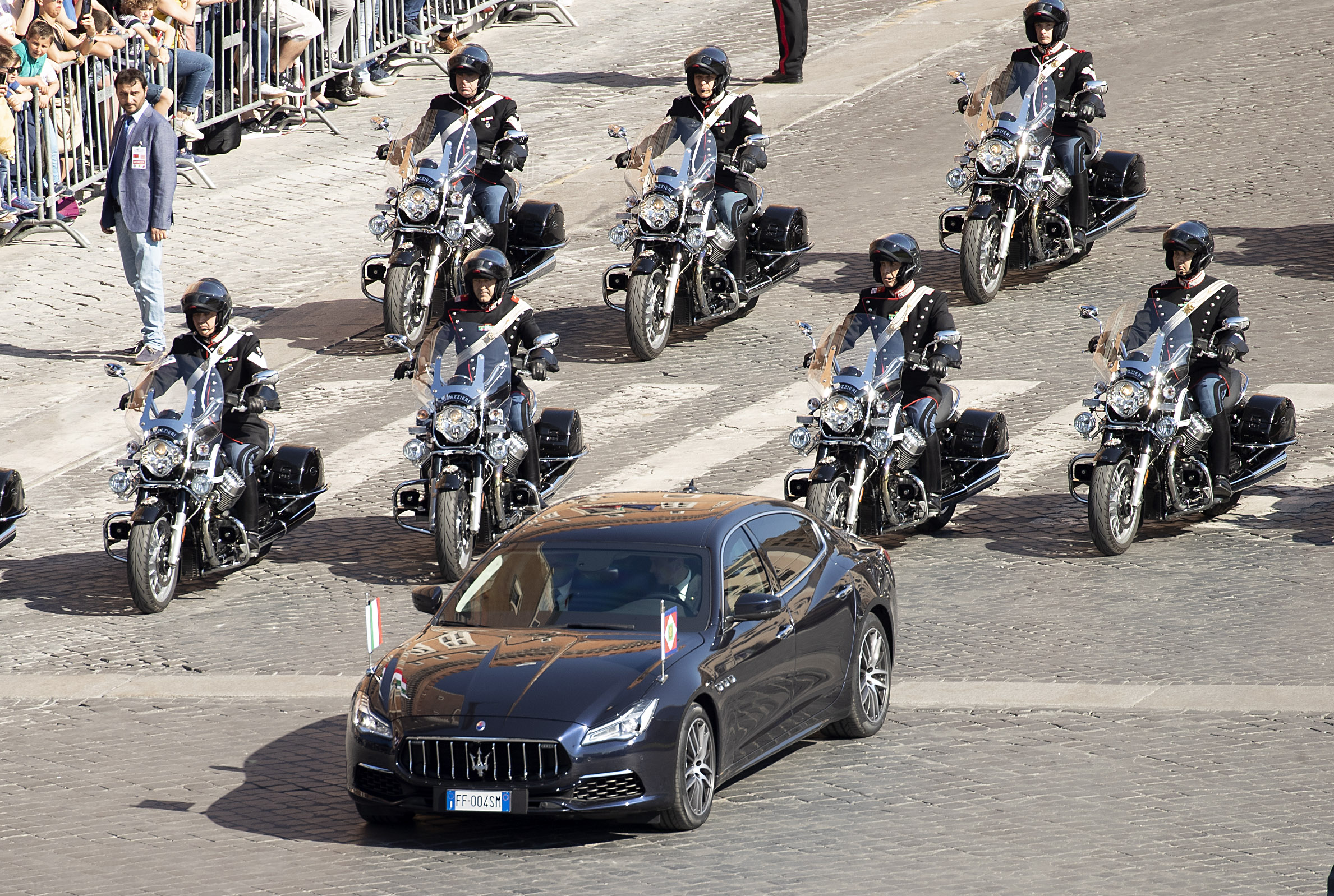
Maserati Quattroporte prezydenta Włoch.